# Liste des US Routes au Missouri
Les US Routes au Missouri font partie du réseau des US Routes. Celles-ci sont entretenues par le Missouri Department of Transportation (MoDOT).

## Liste
| Numéro | Longueur (mi) | Longueur (km) | Terminus sud / ouest                                                 | Terminus nord / est                                                 | Créée | Notes |
| ------ | ------------- | ------------- | -------------------------------------------------------------------- | ------------------------------------------------------------------- | ----- | ----- |
| US 24  | 215,56        | 346,91        | I-70 / US 24 / US 40 / US 169 à la frontière du Kansas à Kansas City | US 24 à la frontière de l'Illinois à West Quincy                    | 1926  |       |
| US 36  | 192,66        | 310,06        | US 36 à la frontière du Kansas à Saint Joseph                        | I-72 / US 36 / IL 110 (CKC) à la frontière de l'Illinois à Hannibal | 1926  |       |
| US 40  | 255,84        | 411,73        | I-70 / US 24 / US 40 / US 169 à la frontière du Kansas à Kansas City | I-55 / I-64 / US 40 à la frontière de l'Illinois à Saint-Louis      | 1926  |       |
| US 50  | 261,95        | 421,56        | I-435 / US 50 à la frontière du Kansas à Kansas City                 | I-255 / US 50 à la frontière de l'Illinois à Saint-Louis            | 1926  |       |
| US 54  | 271,49        | 436,93        | US 54 à la frontière du Kansas près de Nevada                        | US 54 à la frontière de l'Illinois à Louisiana                      | 1927  |       |
| US 56  | 3,10          | 4,98          | US 56 à la frontière du Kansas à Kansas City                         | US 71 à Kansas City                                                 | 1956  |       |
| US 59  | 106,26        | 171,00        | US 59 à la frontière du Kansas à Winthrop                            | US 59 à la frontière de l'Iowa près de Rock Port                    | 1934  |       |
| US 60  | 341,23        | 549,16        | US 60 à la frontière de l'Oklahoma à Seneca                          | US 60 à la frontière de l'Illinois près de Charleston               | 1926  |       |
| US 61  | 392,85        | 632,23        | US 61 à la frontière de l'Arkansas près de Steele                    | US 61 / US 136 à la frontière de l'Iowa près d'Alexandria           | 1926  |       |
| US 62  | 86,71         | 139,54        | US 62 à la frontière de l'Arkansas près de Campbell                  | US 62 à la frontière de l'Illinois près de Charleston               | 1930  |       |
| US 63  | 337,75        | 543,56        | US 63 à la frontière de l'Arkansas à Thayer                          | US 63 à la frontière de l'Iowa près de Lancaster                    | 1926  |       |
| US 65  | 313,11        | 503,91        | US 65 à la frontière de l'Arkansas près de Branson                   | US 65 à la frontière de l'Iowa près de Princeton                    | 1926  |       |
| US 67  | 197,58        | 317,98        | US 67 à la frontière de l'Arkansas près de Poplar Bluff              | US 67 à la frontière de l'Illinois près de West Alton               | 1926  |       |
| US 69  | 121,70        | 195,86        | US 69 à la frontière du Kansas à Northmoor                           | US 69 à la frontière de l'Iowa près de Bethany                      | 1926  |       |
| US 71  | 316,72        | 509,72        | US 71 à la frontière de l'Arkansas près de Pineville                 | US 71 à la frontière de l'Iowa près de Maryville                    | 1926  |       |
| US 136 | 257,46        | 414,34        | US 136 à la frontière du Nebraska près de Rock Port                  | US 61 / US 136 à la frontière de l'Iowa près d'Alexandria           | 1951  |       |
| US 159 | 17,65         | 28,40         | US 159 à la frontière du Nebraska près de Big Lake                   | US 59 près de Saint Joseph                                          | 1935  |       |
| US 160 | 323,42        | 520,49        | US 160 à la frontière du Kansas à Mindenmines                        | US 67 / Route 158 près de Poplar Bluff                              | 1930  |       |
| US 166 | 0,94          | 1,51          | US 166 / US 400 à la frontière du Kansas près de Joplin              | I-44 près de Joplin                                                 | 1926  |       |
| US 169 | 126,91        | 204,24        | I-70 / US 24 / US 40 / US 169 à la frontière du Kansas à Kansas City | US 169 à la frontière de l'Iowa près de Grant City                  | 1930  |       |
| US 275 | 15,11         | 24,31         | US 136 à Rock Port                                                   | US 169 à la frontière de l'Iowa près de Hamburg, IA                 | 1932  |       |
| US 400 | 0,94          | 1,51          | US 166 / US 400 à la frontière du Kansas près de Joplin              | I-44 près de Joplin                                                 | 1994  |       |
| US 412 | 50,77         | 81,70         | US 412 à la frontière de l'Arkansas près de Cardwell                 | I-155 / US 412 à la frontière du Tennessee près de Caruthersville   | 1982  |       |
|        |               |               |                                                                      |                                                                     |       |       |